# Arena Larvik
La Arena Larvik es un pabellón deportivo en Larvik, una localidad el país europeo de Noruega. Fue inaugurado en septiembre de 2009. La arena se utiliza principalmente para el balonmano, pero la sala tiene marcas de suelo permanentes adicionales para baloncesto, voleibol y floorball.  A partir de septiembre de 2009, la Arena Larvik es la cancha del Larvik HK. También es uno de los lugares de Noruega seleccionados para acoger el Campeonato de balonmano de Europa de 2010.